# راندل والاس
راندل والاس (بالإنجليزية: Randall Wallace)‏ (و. 1949  م) هو مخرج أفلام، وكاتب سيناريو، ومنتج أفلام، وممثل أفلام أمريكي، ولد في جاكسون.

## التعليم
تعلم في جامعة ديوك.

## جوائز وترشيحات
حصل على جوائز منها:
جوائز
- جائزة نقابة الكتاب الأمريكية

ترشيحات
- جائزة الأوسكار لأفضل كتابة، عن عمل: قلب شجاع

ترشح لـ:
- جائزة الأوسكار لأفضل كتابة "سيناريو أصلي"، عن عمل: قلب شجاع.

## وصلات خارجية
- راندل والاس على موقع IMDb (الإنجليزية)
- راندل والاس على موقع ألو سيني (الفرنسية)
- راندل والاس على موقع أول موفي (الإنجليزية)
- راندل والاس على موقع بوكس أوفيس موجو (الإنجليزية)
- راندل والاس على موقع قاعدة بيانات الأفلام السويدية (السويدية)
- راندل والاس على موقع إن إن دي بي (الإنجليزية)
- راندل والاس على موقع قاعدة بيانات الفيلم (الإنجليزية)
- راندل والاس على موقع كينوبويسك (الروسية)